# Allocormodes maculipennis
Allocormodes maculipennis is een insect uit de familie van de vlinderhaften (Ascalaphidae), die tot de orde netvleugeligen (Neuroptera) behoort. 
Allocormodes maculipennis is voor het eerst wetenschappelijk beschreven door E. L. Taschenberg in 1879.